# Фонд Ланген
Фонд Ланген (нім. Langen Foundation) — художній музей у м. Нойс, Німеччина. Відкритий у 2004 році.
Основу колекції складає художнє зібрання родини Ланген. Експозиція нараховує бл. 900 експонатів, що розміщується у трьох виставкових залах загальною площею 1 300 м².
Будівля музею збудована за проєктом японського архітектора Тадао Андо (нар. 1941); розташовується на території комплексу Музейного острову Гомбройх.

## Історія
Основу колекції фонду складають зібрання подружжя німецьких колекціонерів Віктора (1910—1990) і Маріанне Ланген (1911—2004), яка включає твори модернізму і японського, а також доколумбового мистецтва.
Найпершими творами, які придбало подружжя Ланген для своєї колекції, стали картина «Медитація» (1934) Олексія фон Явленського та начерк маслом Фернана Леже, створений 1927 року; твори були придбані наприкінці 1940-х років, що поклало початок зібрання мистецтва модернізму. Незабаром після цього відбулося ретельне вивчення різних течій абстрактного мистецтва починаючи з післявоєнного періоду; подружжя придбало роботи представників Паризької школи. Окрім цього подружжя зібрало найбільшу в Європі колекцію творів Жана Дюбюффе, з яким мало дружні стосунки.
На додаток до французького абстрактного мистецтва, колекція поповнилася творами нового мистецького руху — «Нуль», а також творам Лучо Фонтани та Іва Кляйна. Потім були зібрані твори американських художників (Рой Ліхтенштейн, Роберт Раушенберг, Енді Ворхол). Останніми роками подружжя, зосередилося на придбанні творів класичного модернізму (Поль Сезанн, Пабло Пікассо, Пауль Клее, Піт Мондріан), групи «Синій вершник» (Василь Кандинський, Франц Марк) та російського авангарду (Ель Лисицький, Олександр Родченко).
Твори японського мистецтва подружжя Ланген почало збирати на початку 1960-х років. 1979 року Віктор та Маріанне Ланген заснували приватний музей для японських згортків (какемоно) в Асконі, Швейцарія.
Після смерті чоловіка у 1990 році Маріанне Ланген продовжила самотужки доповнювати колекцію, придбавши твори Тоні Крегга, Маріо Мерца і Зігмара Польке.
У 2004 році було засновано фонд родини Ланген. Колекція розмістилася у збудованому музеї за проєктом японського архітектора Тадао Андо (нар. 1941), що розташовується на території комплексу Музейного острову Гомбройх у м. Нойс. Маріанна Ланген померла до відкриття музею у лютому 2004 року. За її волею її донька, Сабіна Ланген-Краземанн, взяла на себе функції директора музею.

## Архітектура

Зовнішній вигляд, що показує двошарову структуру. Коробка з бетону, коробка зі скла і відображення у воді є трьома елементами пізнього стилю Андо

Художній музей під назвою «Музейний острів Гомбройх» знаходиться на річці Ерфт неподалік від Дюссельдорфа, займаючи увесь болотистий острів. Власник музею Карл Генріх Мюллер придбав ці землі; він висадив дерева та змінив форму острова. Аби перетворити у художній музей колишню ракетну базу НАТО, що знаходиться за 1 км на північний захід від о. Гомбройх, Мюллер попросив Андо спроєктувати галерею — основу майбутнього Фонду Ланген. 1994 року Андо вперше відвідав це місце, а вже через десять років музей був збудований. Під час будівельних робіт відповідальність за їхню організацію перейшла від Мюллера до фонду подружжя Ланген. 2000 року Маріанне Ланген запропонувала профінансувати будівництво. Територія була орендована, у 2002 році роботи відновились і згодом будівництво було завершено; Маріанні Ланген було 90 років.
Для колекцій подружжя Ланген Андо розділив на дві різні зони: спокійну, оповиту рівномірним світлом — для східного мистецтва (Японський зал) та на динамічнішу — для сучасного мистецтва. Постійна експозиція розміщена у приміщенні, охопленому подвійною оболонкою: бетонна коробка знаходиться усередині скляної. Тимчасові експозиції розміщені у двох напівпідземних об'ємах, розташованих стосовно наземного об'єму під кутом 45°. Внаслідок розміщення постійної експозиції східного мистецтва у коробці всередині коробки вона виявилася оточена буферною зоною, яка грає ту ж саму роль, що і енгава (веранда) в традиційній японській архітектурі. Загальна площа виставкового простору складає 1 300 м².
Напівпідземні об'єми освітлюються природним світлом, яке проникає через вікна у стелі, створюючи динамічний простір. Контраст між спокійною і динамічною зонами у результаті підходу до світла як елементу видовища.

## Колекція
Живопис ХХ ст.
Колекція «Живопис ХХ ст.» нараховує близько 300 творів художників ХХ століття. Вона включає твори представників класичного модернізму, таких як: Жорж Брак, Поль Сезанн, Сальвадор Далі, Робер Делоне, Макс Ернст, Пауль Клее, Ласло Мохой-Надь, Піт Мондріан, Пабло Пікассо і Курт Швіттерс; групи «Синій вершник» Василя Кандинського та Франца Марка; російського авангардну Еля Лисицького, Любові Попової, Олександра Родченка та Варвари Степанової.
У колекції також є твори представників Паризької школи, а саме: Жана Базена, Альфреда Манесьє, Гюстава Сінжьє та Нікола де Сталя; художників групи «Нуль» Отто Піне і Гайнца Мака, а також Лучо Фонтани та Іва Кляйна.
Також у колекції представлені твори американських художників, таких як: Сем Френсіс, Рой Ліхтенштейн, Луїза Невельсон, Кеннет Ноланд, Роберт Раушенберг та Енді Ворхол. Колекція має найбільшу приватну збірку творів Жана Дюбюффе в Європі, з яким мало дружні стосунки подружжя Ланген.
Японська колекція
Японська колекція нараховує приблизно 350 творів японського мистецтва ХІІ—ХІХ століття. Колекція охоплює не тільки твори релігійного мистецтва, а й керамічні вироби від доісторичного періоду Дзьомон до буддійських статуй періодів Нара і Хейан. У колекції представлений широкий спектр картин: від придворного живопису школи Кано, творів відомих художників, таких як Маруяма Окьо (1733—1795) до жанрового живопису ХІХ століття.
Неєвропейські культури
У колекції представлені твори неєвропейських культур, а саме: близько 100 буддійських скульптур з Індії, Камбоджі і Таїланду, понад 130 творів доколумбового мистецтва. Збірка доповнена невеликою кількістю зразків китайського, корейського, африканського, океанічного, давньоєгипетського, давньогрецького і давньоперського мистецтва.
Виібрка із 60 скульптур з колекції була представлена на виставці в 2005 році у Кельні під назвою «Buddhisten—Jainas—Hindus» («Буддисти—джайни—індуси») у Музеї Раутенштрауха-Йоеста.

## Режим роботи
Поштова адреса: Ракетна станція, Гомбройх 1, 41472 Нойс. 
Режим роботи: щодня, з 10.00 — 18:00. Закритий 12 лютого, 16—21 лютого, 17—18 березня, 26 березня 2015 року.
Вартість відвідування (2015 рік):
- для дорослих — €7,50
- пільговий* — €5,00 (* для дітей, школярів, студентів та інвалідів)
- сімейний — €19,00 (4—6 осіб, 2 дорослих)
- групові відвідування — €6,00 (мінімум 12 осіб)

## Галерея

Фонд Ланген
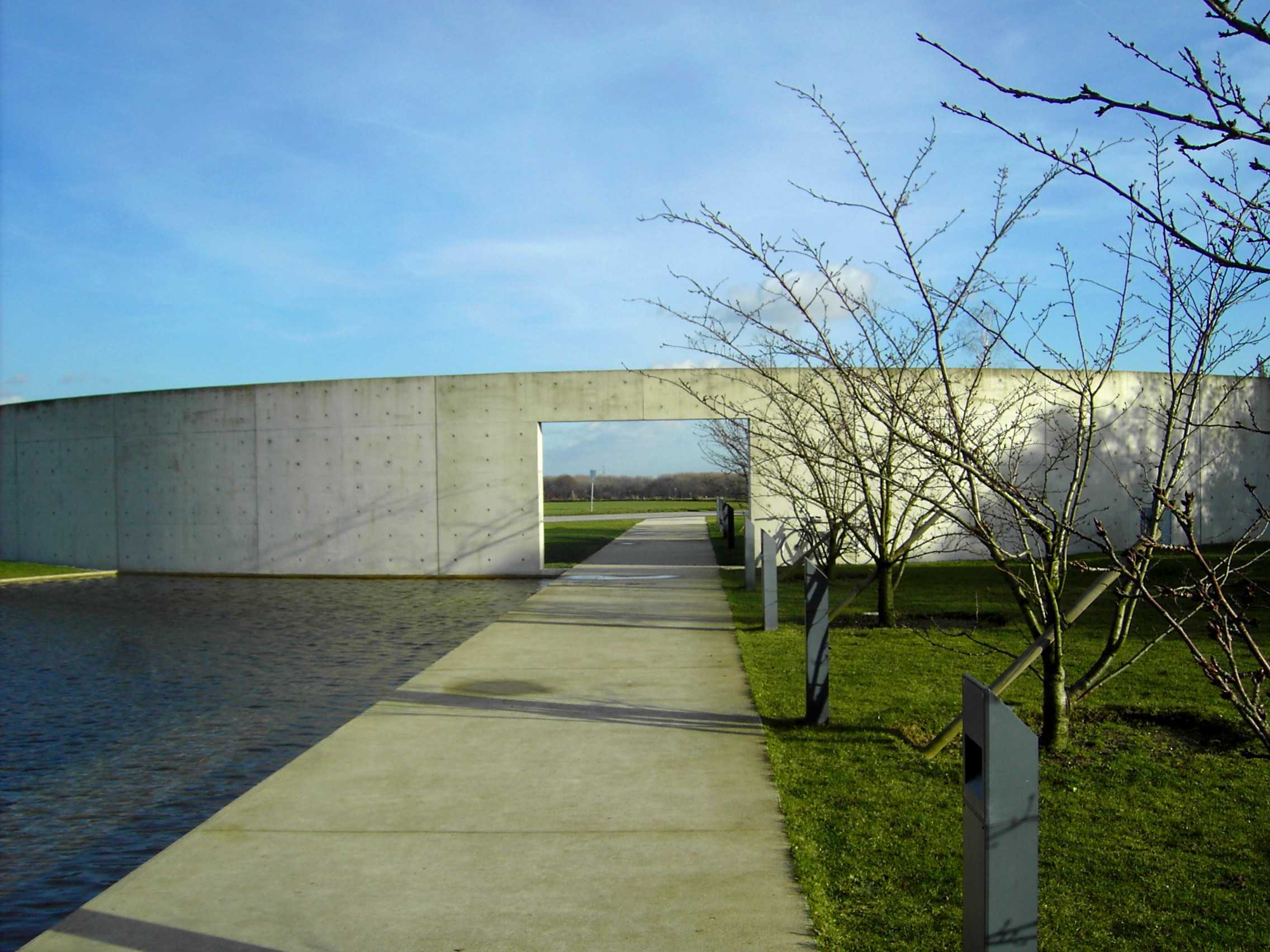
Дорога, що веде до фонду
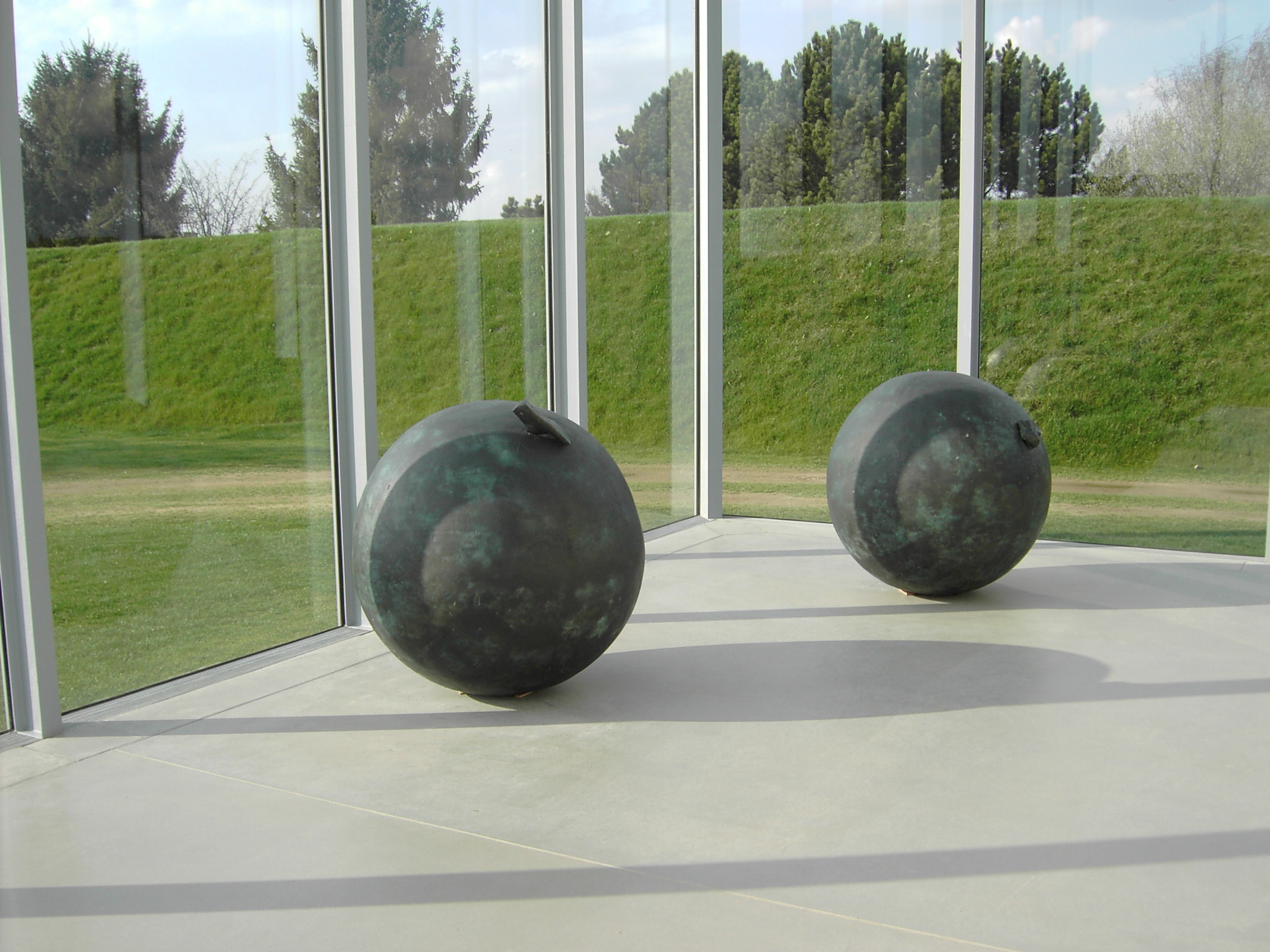
Вид з галереї
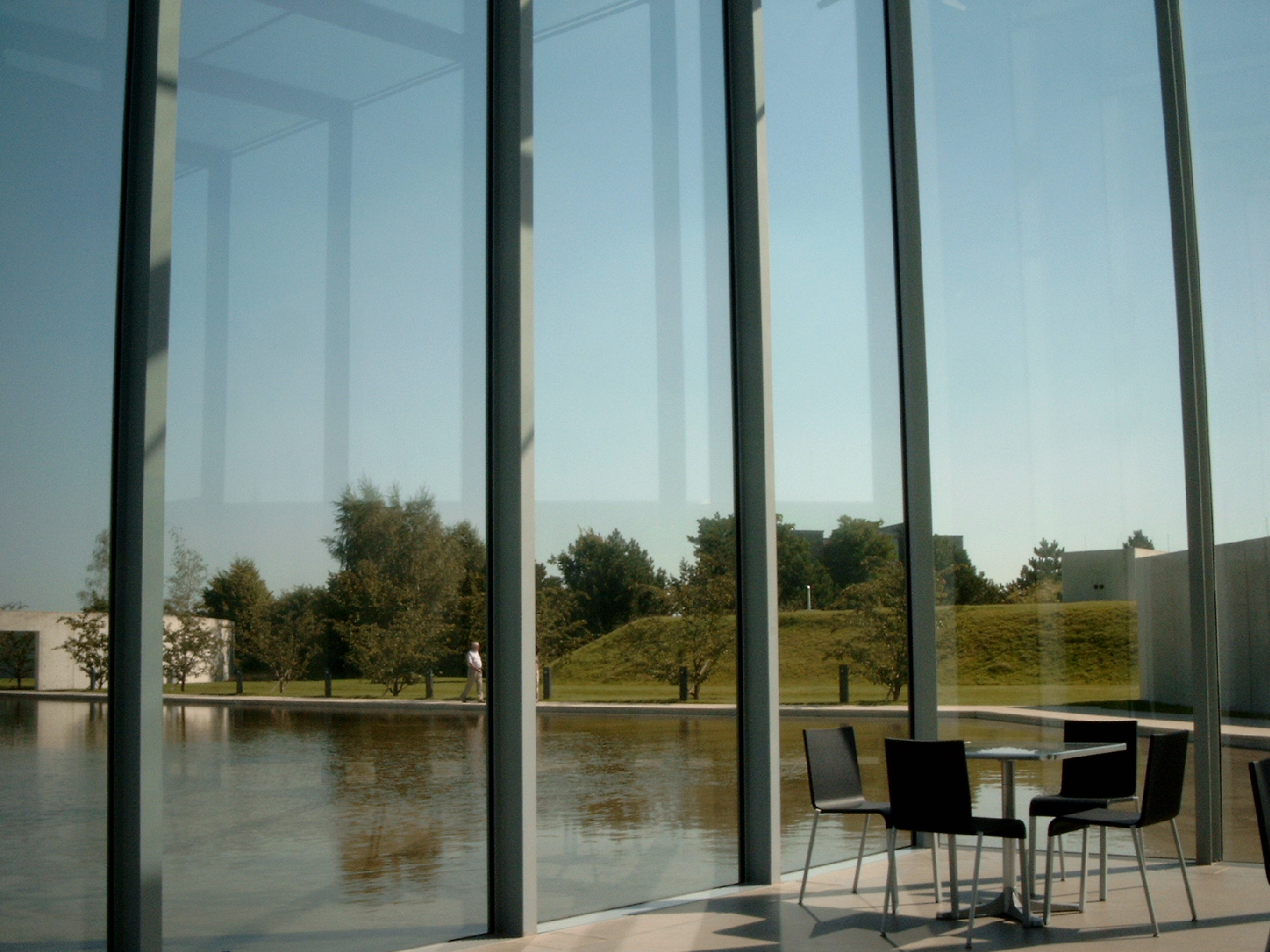
Вікна у гелереї
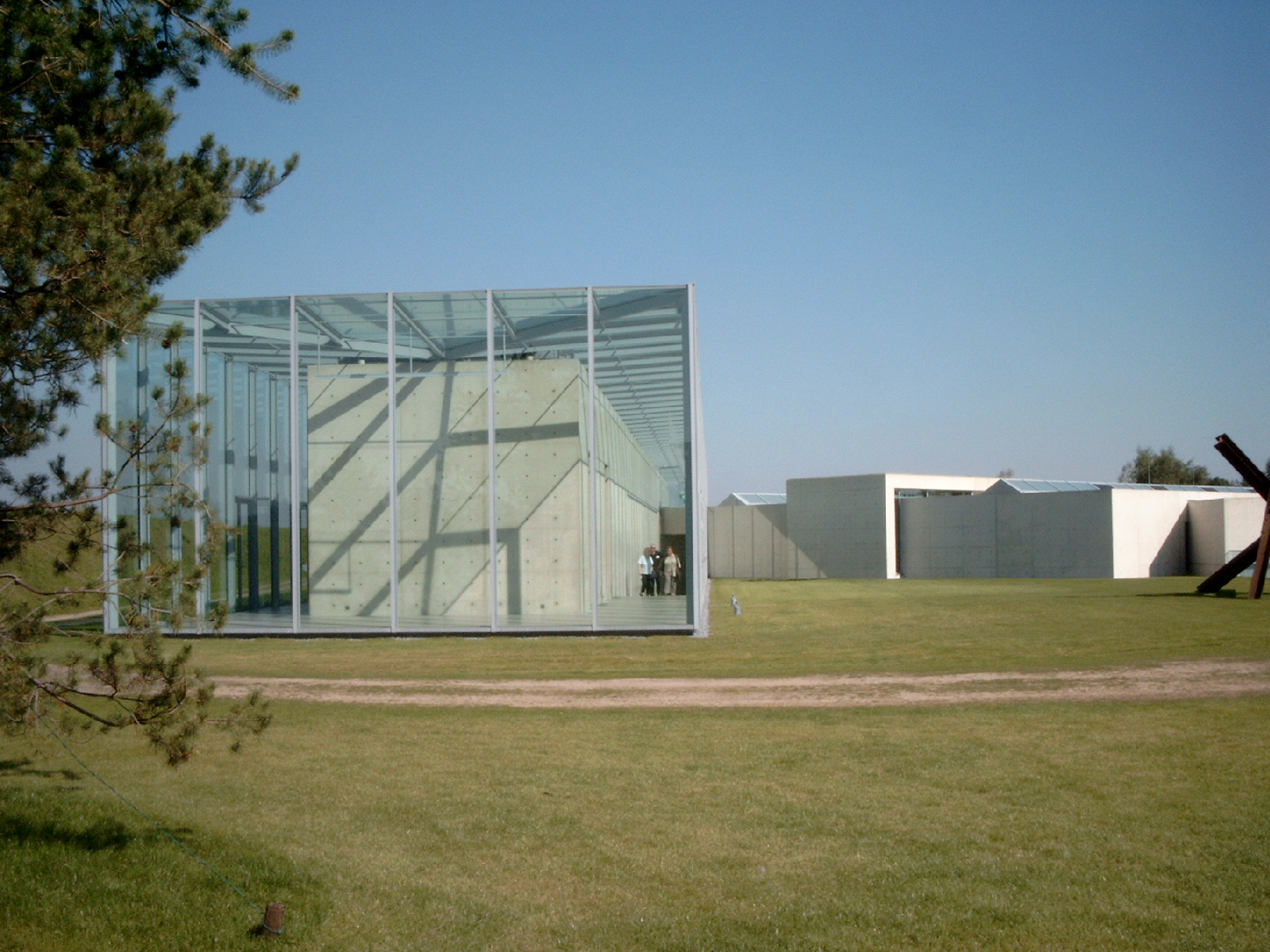
Зовнішній вигляд